# Агој
Агој (рус. Агой; адиг. Агуй) мања је река на југу европског дела Руске Федерације. Протиче преко југозападних делова Краснодарске покрајине, односно преко њеног Туапсиншког рејона.
Извире на западним обронцима Великог Кавказа, односно на југозападним падинама истоимене планине, а улива се у Црно море код села Агој. Укупна дужина водотока је 18 километара, површина басена је око 91,8 km², док је просечан проток 3,39 m³/s.